# Флот против ночных чудовищ
«Флот против ночных чудовищ» (англ. The Navy vs. the Night Monsters) — американский независимый научно-фантастический фильм ужасов 1966 года.

## Сюжет
Скучная будничная жизнь на небольшой метеостанции ВМС США, базирующейся на вымышленном острове Гоу в южной части Тихого океана, прерывается прибытием самолёта Douglas C-47 Skytrain для дозаправки. На его борту, кроме экипажа, находится команда учёных с грузом образцов из их завершённой экспедиции в Антарктику. При заходе на посадку что-то движущееся в грузовом отсеке выводит транспорт из равновесия. Член экипажа, посланный на разведку, возвращается с криком и прыгает навстречу своей смерти. На военно-морской базе слышат, как радио самолёта передаёт звуки криков и выстрелов, и снижающаяся машина совершает аварийную посадку на единственной взлётно-посадочной полосе острова, разрушая диспетчерскую вышку и единственное двустороннее радио острова. Поврежденный самолёт перекрывает взлётно-посадочную полосу, блокируя любое её дальнейшее использование.
Лейтенант Чарльз Браун командирован на остров Гоу, чтобы расследовать происшествие. Его сопровождают военная медсестра Нора Холл и биолог Артур Бичем. Прибыв на место, они обнаруживают, что учёные и бо́льшая часть экипажа таинственно пропали. Единственный обнаруженный — пилот, который получил травму и находится в состоянии шока, не в состоянии говорить. Осмотрев грузовой отсек, троица обнаруживает там нескольких пингвинов, а также образцы доисторических деревьев, добытых из промёрзшей антарктической почвы.
Доктор Бичем рекомендует посадить деревья, чтобы обеспечить их выживание в тропических условиях острова. В ту же ночь неожиданный шторм наносит серьёзные повреждения острову. Вскоре отмечается неожиданное поведение птиц острова. Учёные метеостанции пытаются выяснить связь между этим событием и едкими следами, которые они обнаруживают в различных местах острова.
Постепенно выясняется, что посаженные доисторические деревья превратились в выделяющих кислоту плотоядных монстров, которые передвигаются по острову по ночам. Они быстро размножаются и вскоре заполняют собой остров, активно нападая по ночам в поисках пищи. Браун становится лидером свой быстро сокращающейся команды, состоящей из персонала ВМФ, учёных и гражданских лиц, пытаясь остановить эту доисторическую угрозу. Обычное оружие против ходячих деревьев оказывается неэффективным, однако в борьбе с ними хорошо показывают себя коктейли Молотова.
Наконец радиосвязь восстановлена, и персонал посылает сигнал SOS на «большую землю». В ответ военное командование присылает истребители, которые сбрасывают напалм, выпускают ракеты класса «воздух-земля» по движущимся монстрам. В результате все ожившие деревья уничтожены, и Браун с Норой могут продолжить свои романтические отношения, который развились в ходе борьбы с фантастической угрозой.

## В ролях
В порядке указания в титрах
- Мейми Ван Дорен — Нора Холл, медсестра
- Энтони Эйсли[англ.] — лейтенант Чарльз Браун
- Билли Грей[англ.] — Фред Туининг
- Бобби Ван[англ.] — энсин Резерфорд Чендлер
- Памела Мейсон — Мэри, учёная
- Уолтер Сэнд — доктор Артур Бичем, биолог
- Эдвард Фолкнер — Боб Сполдинг, метеоролог
- Филлип Терри[англ.] — доктор на базе
- Кэй Элхард[англ.] — Диана
- Таггарт Кейси — уорент-офицер[англ.] Холли Холлистер
- Расс Бендер[англ.] — старший уорент-офицер МакБрайд
- Дел «Сонни» Уэст — охранник самолёта / пожарный
- Бифф Эллиот[англ.] — командор Артур Симпсон
- Ред Уэст — пожарный на корабле (в титрах не указан)

## Производство и показ
Сценарист Майкл А. Хой, прочитав повесть Мюррея Лейнстера «Монстр с края света» (1959), решил, что сможет адаптировать её в киносценарий. Он сделал эту работу (взяв несколько элементов из фильма 1951 года «Нечто из иного мира») и показал продюсеру Джорджу Эдвардсу. Тот согласился снять по этому сценарию фильм категории B. Из-за ограниченного бюджета Хой также был назначен режиссёром. Бюджет ленты составил 178 000 долларов (ок. 1,533 млн долларов в ценах 2022 года). Съёмки заняли десять дней.
Рабочими названиями картины были «Монстры ночи» (англ. Monsters of the Night) и «Ползущие в ночи» (англ. The Night Crawlers).
Получившаяся лента имела длину 78 минут, что не устроило исполнительного продюсера Джека Бродера. Впрочем, он не стал ничего говорить режиссёру Хою, а нанял другого — Артура Пирса, который доснял ряд сцен, увеличив хронометраж до 87 минут. Увидев результат, Майкл А. Хой возмутился: «То, что сделал Артур, это не просто снял дополнительные сцены, но и изменил всю предпосылку. Он добавил все эти сцены с офицерами ВМФ на этой базе на материке. Это полностью разрушило предпосылку того, что я имел в виду» и «У меня разбилось сердце, когда я не так давно посмотрел этот фильм снова и увидел всю эту чушь [которую добавили Бродер и Пирс] — эту нелепую сцену надувания воздушных шаров в начале и всё это в самолёте [в начале] и всё остальное [с деревьями] в конце. Они не только были плохими, но и лишали меня моментов, которые я пытался создать. Что меня удивляет, так это то, что внезапно это стало своего рода культовым фильмом».
Премьера фильма состоялась 19 мая 1966 года только в городе Сан-Антонио (штат Техас), в ноябре того же года лента была показана в Голливуде (штат Калифорния), в других городах страны картина официально не демонстрировалась. В мае 1970 года «Флот…» был показан в Турции, в январе 1986 года премьера фильма состоялась в ФРГ (по телевидению).

## Критика
- Леонард Малтин так юмористически отозвался о фильме: «1) Посмотрите на название. 2) Изучите актёрский состав. 3) Имейте в виду, что в сюжете участвуют всеядные деревья. 4) Не говорите, что вас не предупреждали»[5].
- Дейв Синделар,  Fantastic Movie Musings and Ramblings: «…плохая актёрская игра, режиссура и сценарий… этот фильм — непоследовательный „убийца времени“»[6].
- TV Guide: «…один из тех фильмов, которые настолько плохи, что вы идёте смотреть его ради смеха, а не ради дрожи ужаса… 2 из 4 звёзд»[7].